# Testa del Rutor
Testa del Rutor (fr. Tête du Ruitor) – szczyt w Alpach Graickich, części Alp Zachodnich. Leży w północnych Włoszech w  regionie Dolina Aosty. Należy do Grupy Grande Sassière i Rutor. Szczyt można zdobyć ze schronisk Rifugio Albert Deffeyes (2494 m) i Rifugio degli Angeli al Morion (2916 m). Szczyt otaczają lodowce Morion i Rutor.
Pierwszego wejścia dokonali G.Studer, Jean-Baptiste Frassy, G.G. i B. Weilenmann 16 sierpnia 1858 r.